# Tatort: Krank
Krank ist ein Fernsehfilm von Rupert Henning aus der Krimireihe Tatort, der erstmals am 25. Oktober 2020 im ORF, im Programm Das Erste und auf SRF 1 ausgestrahlt wurde. Es ist die 1141. Folge der Reihe, der 48. Fall des österreichischen Ermittlers Moritz Eisner und der 24. gemeinsame Fall des Ermittlerteams Eisner/Fellner.

## Handlung
Nachdem ein fünfjähriges Mädchen nach Behandlung mit sanfter Medizin infolge einer bakteriellen Infektion stirbt, kommt es zu einem Streit zwischen Vertretern von Schulmedizin und alternativer Heilmethoden. Dabei geht es um die Frage, ob das Mädchen mit anderen Methoden hätte gerettet werden können. Der Vater des Mädchens, der das alleinige Sorgerecht besaß, ist der Humanenergetiker Peter Simon und hatte sich geweigert, sein Kind mit Antibiotika behandeln zu lassen. Er ist Anhänger von Jan Fabian, der das Unternehmen Medicina Lenia betreibt, das sich auf Naturheilverfahren spezialisiert hat und wird in einem Gerichtsverfahren wegen „grober Vernachlässigung der Fürsorgepflicht“ am Ende freigesprochen. Kurz nach seinem Freispruch wird er absichtlich von einem schwarzen SUV überfahren und getötet.
Hauptverdächtige ist Peter Simons Ex-Frau Maria Ana Moreno, die in Kolumbien der Guerilla-Bewegung Ejército de Liberación Nacional (ELN) angehört hatte. Nach ihrer aktiven Zeit tauchte sie in Österreich auf, wo sie dann Simon kennen lernte und heiratete. Während die Ermittler Eisner und Fellner feststellen, dass bei einem Einbruch in Simons Wohnung kein Bargeld, dafür aber ein Bild aus dem Kinderzimmer gestohlen wurde, erschießt Moreno den Hund der Richterin, die Peter Simon freigesprochen hat, und hinterlässt ein Bekennerschreiben. Die Polizisten befürchten, dass die Frau einen Racheplan abarbeitet und alle bestrafen will, die mit dem Tod ihrer Tochter in Verbindung stehen. Die Ermittler befürchten nun, dass auch Jan Fabian, neben Thiel der Mitbegründer der Medicina Lenia, in Gefahr schwebt. Als sie ihn warnen wollen, kommen sie bereits zu spät. Nachdem er erfahren hat, dass sein enger Mitarbeiter Christoph Thiel ihn und seine Praktiken in einer Fernsehsendung scharf kritisiert hat, ist er an einem Schlaganfall gestorben. Zwar gibt es keine Hinweise auf Fremdeinwirkung, sehr wahrscheinlich hätte er aber mit schneller ärztlicher Hilfe gerettet werden können.
Während die Fahndung nach Moreno noch läuft, untersuchen Eisner und Fellner auch die Vorkommnisse bei Medicina Lenia, denn der Tod von Fabian macht dessen Mitarbeiter Thiel zum alleinbestimmenden Nachfolger. Aussagen eines ehemaligen Mitbegründers der Firma lassen den Schluss zu, dass Thiels öffentlicher „Verrat“ ein ganz bestimmtes Ziel hatte. Es gibt Hinweise auf eine mögliche Fusion zwischen der Medicina Lenia und dem Bio-Salvus-Konzern, der Fabian nie zugestimmt hätte. Der juristische Vertreter des Konzerns ist Werner Gessler. Dieser steht schon seit geraumer Zeit mit Thiel in Kontakt und hat ihn in seinem Sinne beeinflusst.
Inzwischen findet Gerichtsmediziner Kreindl bei der Obduktion von Jan Fabian ein schulmedizinisches und hochmodernes Implantat. Demnach hatte der Naturheilkundler bei seiner eigenen kardiologischen Erkrankung doch lieber auf „Nummer Sicher“ gesetzt. Die aufgezeichneten Daten der Herzrhythmusstörungen werden dabei an einen Server gesendet, wo sie im ungünstigsten Fall nicht nur vom Patienten selbst, sondern auch von anderen eingesehen werden können. Eisner kann dadurch nachweisen, dass Werner Gessler von Fabians gesundheitlichen Problemen wusste und auch zum Zeitpunkt des Schlaganfalls in Fabians Haus war, was eine Memoryaufzeichnung der Sicherheitsanlage des Anwesens beweist. Gessler wird daraufhin wegen unterlassener Hilfeleistung festgenommen. Die Ermittler müssen aber noch einem weiteren Todesfall nachgehen, denn überraschend wird auch Fabians Nachfolger Thiel tot aufgefunden. Dem ersten Anschein nach hat er sich erhängt, doch als Eisner am vermeintlichen Tatort von einem maskierten Mann förmlich umgerannt wird, geht er von Mord aus. Schon bald identifiziert er diesen Mann als seinen langjährigen Kontrahenten Heinz Roggisch. Recherchen lassen den Schluss zu, dass Roggisch von Morenos Racheplan wusste und sie dabei unterstützte, um gleichzeitig seinen Auftrag, die Ausschaltung der Firmenleitung der Medicina Lenia, schneller zu erreichen.
Eisner ahnt nicht, dass er selbst mit in Roggischs Racheplan geraten ist. Er wird ebenfalls, wie kurz zuvor Moreno, von Roggisch gekidnappt und halb betäubt dazu gebracht, auf die gefesselte Moreno einen tödlichen Schuss abzugeben. Als Eisner nach dieser erzwungenen Tat um sein eigenes Leben fürchten muss, kommt seine Kollegin Fellner gerade noch rechtzeitig und erschießt Roggisch, bevor dieser Eisner töten kann.

## Produktion
Gedreht wurde der 24. gemeinsame Tatort-Fall von Eisner und Fellner vom 21. August bis zum 18./19. September 2019 in Wien. Produziert wurde diese Tatort-Folge von der Lotus Film (Produzenten Peter Wirthensohn und Tommy Pridnig) im Auftrag des Österreichischen Rundfunks. Gedreht wurde unter anderem in der Votivkirche.
Die Kamera führte Josef Mittendorfer. Für den Ton zeichnete Moritz Fritsch verantwortlich, für das Szenenbild Maria Gruber, für die Kostüme Alexandra Trummer und für das Maskenbild Monika Fischer-Vorauer.
Rupert Henning war zuvor bei den österreichischen Tatort-Folgen Grenzfall (2015) und Schock (2017) für Regie und Drehbuch verantwortlich, außerdem bei der Folge One Way Ticket (2019) aus München. Zur Folge Virus (2017) schrieb er das Drehbuch.

## Rezeption

### Kritik
Volker Bergmeister schrieb bei tittelbach.tv, dass Rupert Henning mit herrlich pointierten Dialogen arbeite und wisse, wie man Spannung aufbaut, zuspitzt und verdichtet. „Er steigt mit dem Finale ein, geht dann zurück und gibt beim kompletten Showdown nochmal richtig Gas inklusive eines trocken-witzigen Schlussgags.“
Christian Sieben befand auf Rp-online.de, dass die Folge alles in allem gelungen sei, allerdings habe es Zeiten gegeben, in denen die Wiener Fälle mehr Freude machten. Die Dialoge seien knackiger gewesen, mit den Wiener Eigenheiten sei geschickter gespielt worden, es habe mehr Momente zum Schmunzeln gegeben. Sabine Timoteo wirke zeitweise wie Lara Croft aus Simmering. Doch es gebe auch starke Szenen und das kluge Ende versöhne auch mit einigen Schwächen und Ungereimtheiten.
Tilmann P. Gangloff bezeichnete die Folge als „herausragend gut“, der Plot sei raffiniert verschachtelt und die Erzählstruktur vielschichtig, der Film liefere ein „mustergültiges Beispiel für die perfekte Kombination aus Nervenkitzel und inhaltlicher Relevanz“. Das Spiel mit Sehgewohnheiten und Erwartungen ziehe sich durch den gesamten Film und sorge ständig für Überraschungen. Durch häufige Schauplatzwechsel wirke der Film optisch sehr aufwendig. Außerdem wechsle der Film dauernd das Vorzeichen zwischen düsterem Thriller und heiterer Frotzelei.
Brigitte Egelhaaf von SWR3 vergab drei von fünf Punkten. Zwar habe das Thema viel Zündstoff, allerdings sei die Geschichte mit viel zu vielen Personen und Handlungssträngen verwirrend vollgestopft. Das könnten auch die herrlich grantelnden Protagonisten nicht ganz wettmachen.
Christian Buß vergab im Spiegel sechs von zehn Punkten. Henning verstehe es zuzuspitzen, manchmal sehe man bei ihm aber vor lauter Pointen den Plot nicht mehr. Bei den Dialogen jage ein Gag den anderen, man müsse tatsächlich oft lachen. Das Thema Alternativmedizin bliebe dabei jedoch ein wenig unterbelichtet. Theresa Hein von der Süddeutschen Zeitung meinte, dass man ein paar Mal laut lachen müsse, sei manchmal vom Drehbuch beabsichtigt, andere Male eher nicht. Am schönsten und authentischsten seien jene Szenen, in denen Fellner und Eisner miteinander allein sind. Theresa Hein sowie Christian Lukas von Quotenmeter.de lobten die Darstellung von Dominik Warta des Verfassungsschützers Gerold Schubert, Christian Buß die Darstellung von Sabine Timoteo.
Susanne Holz vom St. Galler Tagblatt schrieb von „Wiener Schmäh zum Einschlafen“, in der Folge komme vor allem Langeweile auf. Dagegen meinte Frank Rothfuß in den Stuttgarter Nachrichten, dass Kurzweil durch Wiener Schmäh garantiert sei.
Birgit Baumann befand auf DerStandard.at, dass in diesem Austro-Tatort nicht nur das System krank sei, sondern der ganze Fall. Wer durchhalte bis zum Schluss, werde auch noch mit einem finalen Rettungsschuss bestraft, wie er schon 285-mal gezeigt wurde.

### Einschaltquoten
Bei der Erstausstrahlung im Ersten erreichte der Film 8,19 Millionen Zuschauer und einen Marktanteil von 23,3 Prozent. In Österreich sahen den Film bei Erstausstrahlung durchschnittlich 932.000 Personen, der Marktanteil betrug 29 Prozent.